# Jeremiah Massey
Jeremiah Timotheus Massey (mazedonisch Џеремаја Мејси; * 22. Juli 1982 in Detroit, Michigan) ist ein US-amerikanischer Basketballspieler. 2008 erhielt er die Staatsbürgerschaft Mazedoniens. Seine Position ist die des Power Forwards. In der Basketball-Bundesliga 2012/13 spielte Massey auch kurzzeitig für den deutschen Meister Brose Baskets.

## Karriere
Jeremiah Massey begann seine Laufbahn in der Kansas State University, bei den Kansas State Wildcats, wo er 2004 zum Big 12 Conference Newcomer of the Year ernannt wurde. Er nahm am NBA Draft 2005 teil, wurde aber letztlich nicht gedraftet. Daraufhin wurde er vom griechischen Klub AE Larisa verpflichtet und beendete die Saison 2005/06 als bester Rebounder der A1 Ethniki. Im Sommer 2006 verpflichtete ihn der griechische Spitzenklub Aris aus Thessaloniki, wo er zwei Saisons spielte und in der EuroLeague 2007/08 zweimal zum Spieler des Spieltages ernannt wurde. 2008 schließlich wechselte er in die spanische Liga ACB zu Real Madrid, wo er jedoch nach einer erfolglosen Saison seinen Kaderplatz verlor. Im Februar 2010 ging er zu Xacobeo Blu:sens. In den folgenden beiden Spielzeit spielte er für den russischen Verein Lokomotive Kuban aus Krasnodar und war dabei im Eurocup 2011/12 erfolgreich, in dem er erneut zweimal zum Spieler des Spieltages gewählt wurde. Auf dem Weg in die Viertelfinalrunde schlug man jeweils zweimal die deutschen Vertreter Skyliners Frankfurt und Alba Berlin, um dann gegen den nationalen Konkurrenten und späteren Titelgewinner BK Chimki auszuscheiden. In der folgenden Spielzeit 2012/13 wurde er vom südrussischen Konkurrenten Krasnye Krylja aus Samara als Ersatz für den verletzten Andre Smith befristet verpflichtet. Zum Dezember 2012 wechselt er in die Deutsche Basketball Bundesliga zum Deutschen Meister und Euroleague Top 16-Teilnehmer Brose Baskets Bamberg. Massey interpretierte die ihm zugedachte Rolle jedoch nicht wie gewünscht und nach Konflikten mit der sportlichen Leitung wechselte er vor Beginn der Play-offs in den Libanon zum Meister Champville SC, wo bereits der ehemalige Bamberger Spieler Reyshawn Terry spielte.
Nach der Saison 2013/14 spielte er für diverse weitere Vereine im Libanon, Katar, Argentinien und Mazedonien. Zuletzt war er 2017 bei dem Verein Quimsa in Argentinien unter Vertrag.

### Nationalmannschaft
Der gebürtige US-Amerikaner Jeremiah Massey nahm im Jahre 2008 die mazedonische Staatsbürgerschaft an und spielte anschließend auch für die mazedonische Basketballnationalmannschaft. Mit ihr erreichte er die Qualifikation für die Endrunde der Basketball-Europameisterschaft 2009 und damit die erste Teilnahme Mazedoniens an einer EM-Endrunde seit 1999. Anschließend verlor er jedoch seinen Platz an den ebenfalls eingebürgerten Bo McCalebb, da nur ein naturalisierter Spieler in der Nationalmannschaft spielberechtigt ist.

### Individuelle Erfolge
- Teilnehmer des All-Star-Spiels der A1 Ethniki (2007, 2008)
- MVP des All-Star-Spiels der A1 Ethniki (2008)
- MVP der EuroChallenge (2011)
- MVP des Monats April der VTB (2012)